# Bácum
Para el municipio del cual éste pueblo es cabecera véase: «Bácum (municipio)».
Bácum (de la lengua yaqui Bajkom: "Lago") es un pueblo mexicano ubicado en el sur del estado de Sonora, en la zona del Valle del Yaqui, el pueblo es cabecera municipal del municipio de Bácum y la segunda localidad más poblada de este municipio, sólo después de Francisco Javier Mina (Campo 60). Según datos del Instituto Nacional de Estadística y Geografía (INEGI), en 2020 Bácum contaba con 4,326 habitantes.
Fue fundado en 1617 por los misioneros jesuitas Andrés Pérez de Rivas y Tomás Basilio como una misión jesuítica con el propósito de evangelizar a las tribus yaquis que en ese entonces habitaban el antiguo Bácum, el cual era y es uno de los ocho pueblos yaquis históricos.
Su nombre viene de la lengua indígena de los yaquis, originalmente de la palabra bajkom, que se interpreta como: "lago" o "agua estancada".
Se encuentra a 507 km al sur de la ciudad fronteriza de Heroica Nogales, a 228 km al sureste de Hermosillo la capital del estado, a 106 km al sureste de la ciudad portuaria de Heroica Guaymas, y a 22 km al oeste de Ciudad Obregón, la segunda ciudad más importante de Sonora. En el pueblo se encuentra el Templo de Santa Rosa de Lima, monumento histórico de la nación.

## Historia

### Fundación
El territorio del pueblo de Bácum estuvo ocupado desde mucho antes de la llegada de los españoles por los indios yaquis, siendo uno de los ocho pueblos habitados por éstos indígenas. En el año de 1617, con el avance de los colonizadores hacia el norte de la Nueva España, llegaron a esta zona los evangelizadores y misioneros jesuitas Andrés Pérez de Rivas y Tomás Basilio para explorar y predicar a los nativos, y fundaron una misión jesuítica con el nombre de Santa Rosa de Bácum, teniendo como pueblo de visita a Cócorit.
A principios de la época independiente su gobierno local estuvo regido por la Ley particular para el gobierno de los pueblos indígenas, que establecía capitanes y tenientes generales como parte del gobierno de los mismos, dependiendo del Partido de salvación de Buena Vista, el cual era uno de los partidos en los que se dividía el Estado de Occidente.

### Creación de su municipio
Después de la promulgación de la Constitución de 1857, tuvo la categoría de municipalidad por primera vez, dependiente al Distrito de Guaymas, hasta que éstos distritos fueron desaparecidos en 1917. El 26 de diciembre de 1930 fue incorporado al municipio de Cajeme y se le quitó su municipalidad bajo la ley Número 68, y fue rehabilitado como municipio independiente y definitivo el 13 de mayo de 1931 por la ley Número 88.
En 1949 el río Yaqui se desbordó y estuvo a punto de inundar Bácum; trayendo grandes pérdidas económicas en la agricultura y ganadería.

## Geografía
Véase también: Geografía del municipio de Bácum
El pueblo se encuentra localizado en el 27°32 de latitud norte y a los 110°05 de longitud al oeste del meridiano de Greenwich, a una elevación media de 27 metros sobre el nivel del mar, su zona urbana cubre un área de 1.83 km². Se ubica en el centro del territorio de su municipio, el cual limita al norte con el municipio de Guaymas, al este con el de Cajeme, al sur con el Golfo de California, y al suroeste con el municipio de San Ignacio Río Muerto.
El territorio de Bácum y sus alrededores es plano y de bajas elevaciones debido a que se encuentra en el Valle del Yaqui, todo el terreno tiene un suave declive en dirección al río y a la costa del Mar de Cortés (Golfo de California).
Su principal río del es el río Yaqui, que la atraviesa en sentido este-oeste procedente del vecino municipio de Cajeme y continuando hacia los de Guaymas y San Ignacio Río Muerto, el río es ampliamente aprovechado para el desarrollo de la agricultura de riego, encontrándose en una las zonas más ricas del país para el desarrollo de dicha actividad, numerosos canales atraviesan su zona distribuyendo las aguas del río.

### Clima
Bácum cuenta con un clima seco y cálido extremoso, con una temperatura media mensual máxima de 33.2 °C  y una temperatura media mensual mínima de 18 °C; la temperatura media anual es de 25.6 °C; el período de lluvias se presenta en los meses de julio a septiembre con una precipitación media anual de 487.1 milímetros, siendo mayo el mes más seco y julio el que presenta más lluvias; las heladas son frecuentes en los meses de noviembre a marzo, y teniendo a mayo como el mes más soleado con 573.6 horas de sol, acumulando 5,580 hora de sol al año.
| Parámetros climáticos promedio de Bácum, Sonora (1951-2010)                      | Parámetros climáticos promedio de Bácum, Sonora (1951-2010) | Parámetros climáticos promedio de Bácum, Sonora (1951-2010) | Parámetros climáticos promedio de Bácum, Sonora (1951-2010) | Parámetros climáticos promedio de Bácum, Sonora (1951-2010) | Parámetros climáticos promedio de Bácum, Sonora (1951-2010) | Parámetros climáticos promedio de Bácum, Sonora (1951-2010) | Parámetros climáticos promedio de Bácum, Sonora (1951-2010) | Parámetros climáticos promedio de Bácum, Sonora (1951-2010) | Parámetros climáticos promedio de Bácum, Sonora (1951-2010) | Parámetros climáticos promedio de Bácum, Sonora (1951-2010) | Parámetros climáticos promedio de Bácum, Sonora (1951-2010) | Parámetros climáticos promedio de Bácum, Sonora (1951-2010) | Parámetros climáticos promedio de Bácum, Sonora (1951-2010) |
| Mes                                                                              | Ene.                                                        | Feb.                                                        | Mar.                                                        | Abr.                                                        | May.                                                        | Jun.                                                        | Jul.                                                        | Ago.                                                        | Sep.                                                        | Oct.                                                        | Nov.                                                        | Dic.                                                        | Anual                                                       |
| -------------------------------------------------------------------------------- | ----------------------------------------------------------- | ----------------------------------------------------------- | ----------------------------------------------------------- | ----------------------------------------------------------- | ----------------------------------------------------------- | ----------------------------------------------------------- | ----------------------------------------------------------- | ----------------------------------------------------------- | ----------------------------------------------------------- | ----------------------------------------------------------- | ----------------------------------------------------------- | ----------------------------------------------------------- | ----------------------------------------------------------- |
| Temp. máx. abs. (°C)                                                             | 36.0                                                        | 37.0                                                        | 39.0                                                        | 44.0                                                        | 44.0                                                        | 46.0                                                        | 45.0                                                        | 46.0                                                        | 45.0                                                        | 44.5                                                        | 42.0                                                        | 38.0                                                        | 46.0                                                        |
| Temp. máx. media (°C)                                                            | 25.5                                                        | 26.5                                                        | 29.0                                                        | 32.3                                                        | 36.3                                                        | 38.7                                                        | 38.4                                                        | 37.6                                                        | 37.3                                                        | 35.0                                                        | 30.0                                                        | 25.6                                                        | 32.7                                                        |
| Temp. media (°C)                                                                 | 16.5                                                        | 17.4                                                        | 19.1                                                        | 22.0                                                        | 25.8                                                        | 29.9                                                        | 31.5                                                        | 31.0                                                        | 30.4                                                        | 26.6                                                        | 20.9                                                        | 16.8                                                        | 24                                                          |
| Temp. mín. media (°C)                                                            | 7.5                                                         | 8.4                                                         | 9.3                                                         | 11.6                                                        | 15.4                                                        | 21.1                                                        | 24.6                                                        | 24.4                                                        | 23.5                                                        | 18.1                                                        | 11.8                                                        | 8.0                                                         | 15.3                                                        |
| Temp. mín. abs. (°C)                                                             | -1.0                                                        | 1.0                                                         | 3.0                                                         | 5.0                                                         | 7.0                                                         | 11.0                                                        | 18.0                                                        | 19.5                                                        | 16.5                                                        | 8.5                                                         | 1.5                                                         | -1.0                                                        | -1.0                                                        |
| Precipitación total (mm)                                                         | 17.0                                                        | 14.0                                                        | 3.0                                                         | 2.0                                                         | 0.0                                                         | 5.0                                                         | 84.0                                                        | 123.0                                                       | 84.0                                                        | 19.0                                                        | 12.0                                                        | 21.0                                                        | 383.0                                                       |
| Días de precipitaciones (≥ 0.1 mm)                                               | 2.3                                                         | 1.7                                                         | 0.4                                                         | 0.5                                                         | 0.1                                                         | 0.8                                                         | 8.8                                                         | 9.8                                                         | 5.3                                                         | 1.9                                                         | 1.5                                                         | 2.2                                                         | 35.3                                                        |
| Fuente: Servicio Meteorológico Nacional. Actualizado el 23 de noviembre de 2016. |                                                             |                                                             |                                                             |                                                             |                                                             |                                                             |                                                             |                                                             |                                                             |                                                             |                                                             |                                                             |                                                             |

## Demografía
De acuerdo a los datos del Censo de Población y Vivienda realizado en 2020 realizado por el Instituto Nacional de Estadística y Geografía (INEGI), el pueblo tiene un total de 4,326 habitantes, de los cuales 2108 son hombres y 2218 son mujeres. En 2020 había 1545 viviendas, pero de estas 1250 viviendas estaban habitadas, de las cuales 421 estaban bajo el cargo de una mujer. Del total de los habitantes, 63 personas mayores de 3 años (1.46% del total) habla alguna lengua indígena; mientras que 49 habitantes (1.13%) se consideran afromexicanos o afrodescendientes.
El 79.13% de sus pobladores pertenece a la religión católica, el 11.58% es cristiano evangélico/protestante o de alguna variante, mientras que el 9.25% no profesa ninguna religión.

### Educación y salud
Según el Censo de Población y Vivienda de 2020; 26 niños de entre 6 y 11 años (0.6% del total), 21 adolescentes de entre 12 y 14 años (0.6%), 155 adolescentes de entre 15 y 17 años (3.58%) y 132 jóvenes de entre 18 y 24 años (3.05%) no asisten a ninguna institución educativa. 78 habitantes de 15 años o más (1.8%) son analfabetas, 76 habitantes de 15 años o más (1.76%) no tienen ningún grado de escolaridad, 377 personas de 15 años o más (8.71%) lograron estudiar la primaria pero no la culminaron, 122 personas de 15 años o más (2.82%) iniciaron la secundaria sin terminarla, teniendo el pueblo un grado de escolaridad de 9.14.
La cantidad de población que no está afiliada a un servicio de salud es de 747 personas, es decir, el 17.27% del total, de lo contrario el 82.71% sí cuenta con un seguro médico ya sea público o privado. Con datos del mismo censo, 149 personas (3.44%) tienen alguna discapacidad o límite motriz para realizar sus actividades diarias, mientras que 68 habitantes (1.57%) poseen algún problema o condición mental.

### Instituciones educativas
En 2010 se tenían 6 centros educativos registrados de Bácum:
- Un jardín de niños comunitario, público estatal;[14]
- El jardín de niños "Nueva Creación", público estatal;[15]
- El jardín de niños "Ramón López Velarde", público federal;[16]
- La escuela primaria "Benito Juárez", pública estatal;[17]
- La escuela secundaria técnica #26, pública federal;[18]
- El bachillerato "Colegio de Estudios Científicos y Tecnológicos del Estado de Sonora (CECyTES) Plantel Bácum", público estatal.[19]

### Población histórica
Evolución de la cantidad de habitantes desde el evento censal del año 1921:
| Año           | 1921  | 1930  | 1940  | 1950  | 1960  | 1970  | 1980  | 1990  | 1995  | 2000  | 2005  | 2010  | 2020  |
| Población     | 1,871 | 1,499 | 1,624 | 1,508 | 2,110 | 2,668 | 3,565 | 3,417 | 3,827 | 3,611 | 3,780 | 4.227 | 4,326 |
| Fuente: INEGI |       |       |       |       |       |       |       |       |       |       |       |       |       |

## Gobierno
Véase también: Gobierno del municipio de Bácum
Bácum es una de las localidades en las que se integra su municipio. El gobierno municipal, radica en este pueblo por ser la cabecera, y está integrado por un presidente municipal, un síndico, cuatro regidores de mayoría relativa y dos de representación proporcional, electos cada 3 años. 
Forma parte del IV Distrito Electoral Federal de Sonora con sede en Guaymas, y del XIV Distrito Electoral de Sonora, con sede en Empalme.

## Cultura y turismo
Bácum, es uno de los ocho pueblos históricos de la tribu yaqui que aún permanecen. Al pueblo llegan visitantes temporales en fechas de Semana Santa, por sus cercanías a las playas vírgenes de Guadalupe y San José.

### Monumentos y edificios históricos
- Templo de Santa Rosa de Lima.

### Fiestas y celebraciones
- Mayo: Celebración de La Santa Cruz (celebrada también en el vecino pueblo de Loma).
- 1-2 de julio: Velación de la Virgen del Camino.
- 30 de agosto: Día de Santa Rosa de Lima.
- 16 de octubre: Día de Los Angelitos.[22]